# Matthias Claudius
Matthias Claudius (15. srpna 1740, Reinfeld – 21. ledna 1815, Hamburk) byl německý básník a novinář, známý také pod pseudonymem "Asmus".

## Život
Vystudoval na Univerzitě v Jeně. Začal studiem teologie, ale nakonec přešel na práva. Poté působil v Kodani, kde byl sekretářem Ulricha Adolpha von Holsteina. V letech 1768 až 1770 pracoval v Hamburku jako redaktor Hamburgische-Adreß-Comtoir-Nachrichten, kam psal burzovní a obchodní zprávy. V letech 1771 až 1775 ve Wandsbeku (dnes čtvrť Hamburku) redigoval časopis s názvem Der Wandsbecker Bote. Mezi přispěvatele patřili filozof Johann Gottfried Herder, básník Friedrich Klopstock nebo dramatik Gotthold Ephraim Lessing. Vytvořili jakousi skupinu, která bojovala proti převládajícímu racionalismu ve jménu křesťanství. V roce 1777 působil v Darmstadtu, kde mj. redigoval Hessen-Darmstädtische privilegiumgirte Land-Zeitung. Poté, roku 1788, získal úřední místo ve Šlesvicko-Holštýnské bance (Schleswig-Holstein Speciesbank) v Altoně (tehdy součást Dánska). Roku 1813 prchl před chaosem napoleonských válek do Kielu a Lübecku. V roce 1814 se přestěhoval zpět do Hamburku, do domu svého zetě, vydavatele Friedricha Christopha Perthese, kde roku 1815 i zemřel.

## Dílo
Psal velké množství esejů a básní. Byly psány čistou a prostou němčinou a vyhovovaly lidovému vkusu. V mnohých nechyběl burleskní humor, nebo naopak sentiment. V pozdějších letech, snad pod vlivem Klopstocka, se Claudius stal pietistou a podle toho změnil i svůj literární styl. Spolu s tím se posunul od osvícenských ideálů ke konzervatismu. V mladším věku byl i svobodným zednářem.
Jeho báseň Der Mond ist aufgegangen se stala proslulou jako zlidovělá ukolébavka. Báseň Smrt a dívka (Der Tod und das Mädchen) byla v roce 1817 použita skladatelem Franzem Schubertem pro jednu z jeho nejslavnějších písní, která se stala základem pro stejnojmenný smyčcový kvartet z roku 1824. Jeho básně zhudebnili i Max Reger a Ernst Křenek.
Claudius rovněž překládal z francouzštiny (Jeana Terrassona, Francoise Fénelona, Louise Clauda de Saint-Martin), též z angličtiny (Andrewa Michaela Ramsaye).